# عمارة ستالينية

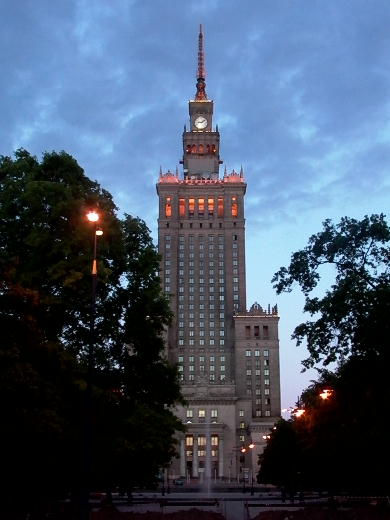
قصر الثقافة والعلوم، وارسو

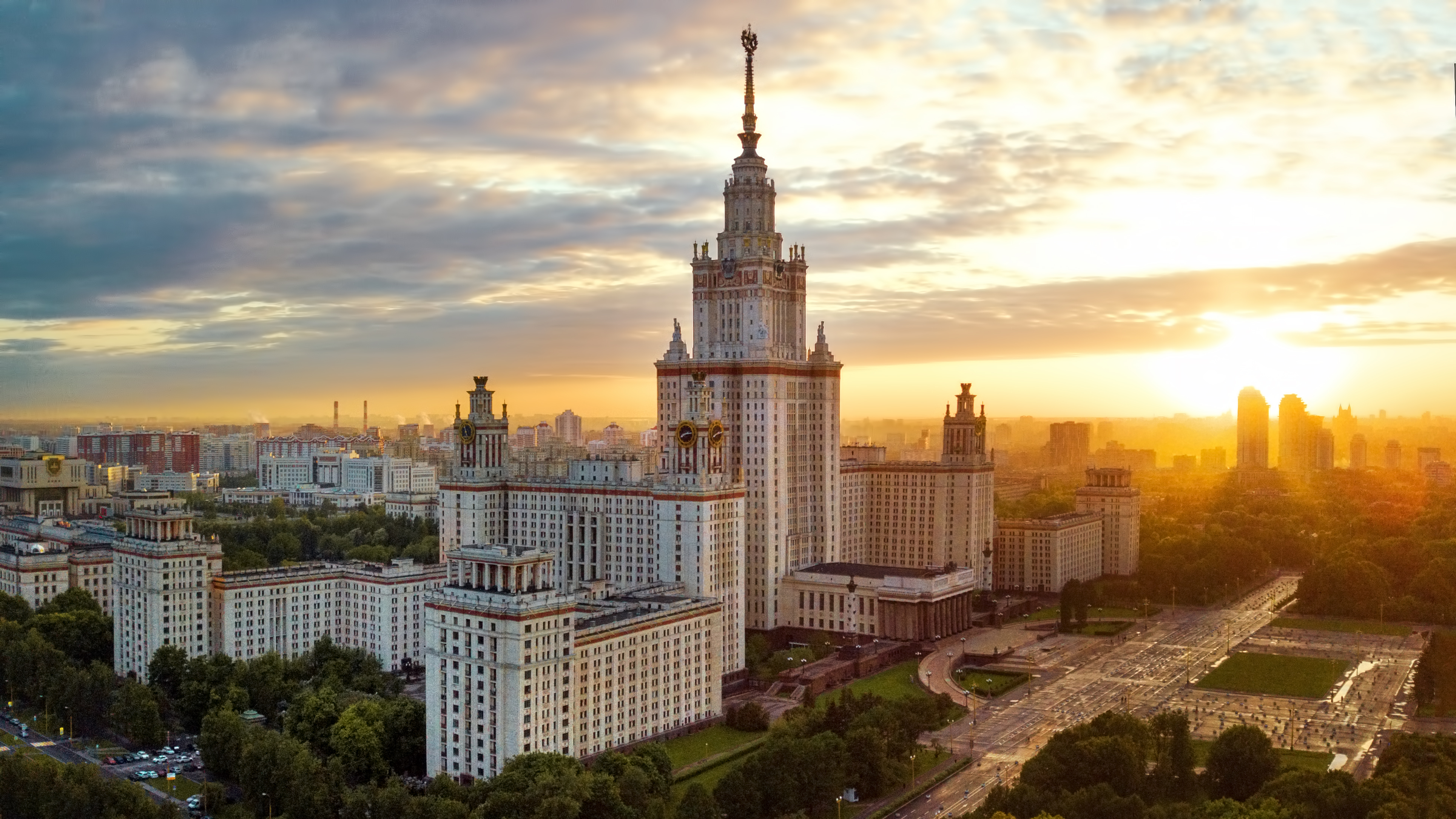
المبنى الرئيسي لجامعة موسكو الحكومية

العمارة الستالينية أو الكلاسيكية الاجتماعية (بالروسية: Ста́линский ампи́р) مصطلح يطلق على العمارة في الاتحاد السوفيتي وأوروبا الشرقية ما بين عامي 1933، عندما تم قبول تصميم المعماري بوريس يوفان لقصر السوفييت رسميا، وعام 1955 عند تأسيس الأكاديمية السوفييتية للعمارة في عهد نيكيتا خوروشوف. وهي حقبة في تاريخ العمارة السوفييتية توسم بالعادة بمصطلح الواقعية الاشتراكية، وتنسب إلى ستالين وفترة حكمه.
بدأ الرأي العام المعماري الرسمي المقرب من الحزب الشيوعي الحاكم، بالتحول الجذري بعيدا عن عمارة الحداثة، نحو إحياء العمارة التقليدية التراثية المحلية. وقد ظهرت بواد هذا التغيير بوضوح في مسابقة تصميم قصر السوفييت في موسكو، عام 1931-1933.
وكانت نتيجة هذه المسابقة الهامة، والتصريحات التي نقلها تقرير لجنة الحكم، مؤذنة بانتهاء فترة الحداثة وبدء حقبة جديدة في تاريخ العمارة السوفييتية توسم بالعادة بمصطلح «الواقعية الاجتماعية». ويتزامن هذا بحل جميع التنظيمات الأدبية ولبفنية ليحل محلها اتحاد واحد فقط لكل نوع من أنواع الفن أو الأدب، بحيث تتبع كل هذه الاتحادات إلى اللجنة المركزية للحزب.
وبذلك انتهت الفترة التجريبية الخلاقة من العمارة السوفييتية بعد أن كانت قد أورثت في أوروبا والأمريكييتين تجارب غنية أثرت مسيرة العمارة العالمية المعرفة بعمارة الحداثة.

## السمات
بُنيت جميع المدن بحسب مخطط تنموي عام كجزء من السياسة السوفيتية من أجل التخطيط المنظم للبلد. قُسمت كل مدينة إلى مديريات، مع حصص الحدائق التي تعتمد على جغرافية المدينة. سيجري العمل على تصميم المشاريع لمديريات بأكملها مما سيغير بشكل واضح الصورة المعمارية للمدينة.
سيثبت تفاعل الدولة مع المعماريين أنه أحد السمات المميزة لهذه العمارة. يمكن إعلان نفس المبنى بمثابة تجديف شكلي ثم يحظى بأكبر ثناء في العام التالي، مثلما حدث مع إيفان زولتوفسكي في بولشايا كاليوسكايا 1949- 1950. تتعايش الأساليب الأصلية مثل إحياء عصر النهضة لزولتوفسكي والعمارة الكلاسيكية الجديدة في سانت بطرسبرغ لإيفان فومين وتعديل أليكسي دوشكين وفلاديمير شوكو للآرت ديكو مع المحاكاة والانتقائية اللتان أصبحتا سمات لهذا العصر.

### أبراج ستالين الشاهقة

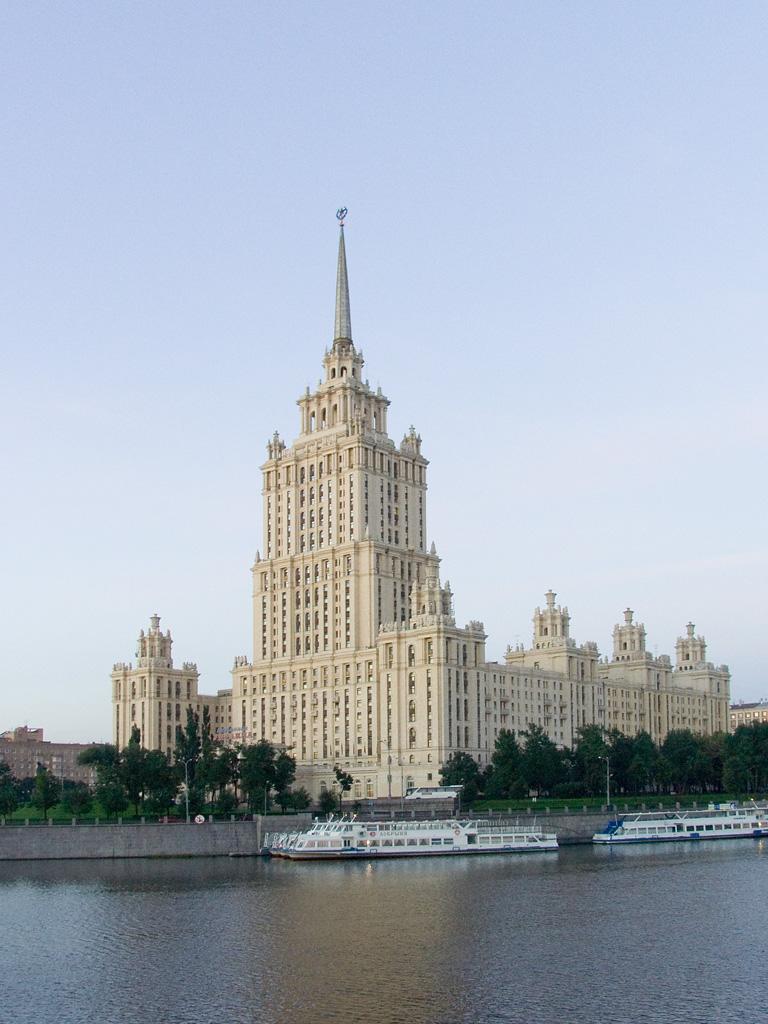
فندق أوكرانيا، موسكو، واحد من أبراج ستالين الشاهقة

تُعد فيستوكي أو ستالينسكاي فيستوكي (معناها الحرفي: أبراج ستالين الشاهقة)، مجموعة من ناطحات السحاب في موسكو التي يتبع تصميمها الأسلوب الستاليني. تُلقب ناطحات السحاب في اللغة الإنجليزية باسم «الأخوات السبع». بُنيت بشكل رسمي ابتداءً من عام 1947 وحتى عام 1953 (مُددت بعض الأعمال سنوات بعد تواريخ الإنجاز الرسمية)، متبعة مزيجًا مدروسًا من الباروك الروسي والأساليب القوطية والتقنيات المستخدمة في بناء ناطحات السحاب الأمريكية.
تشمل ناطحات السحاب السبع، فندق أوكرانيا ومبنى جسر كوتيلنيشيسكايا ومبنى كودرينسكايا سكوير والمبنى الرئيسي لوزارة الخارجية الروسية والمبنى الرئيسي لجامعة موسكو الحكومية ومبنى البوابة الحمراء.

### التقنية

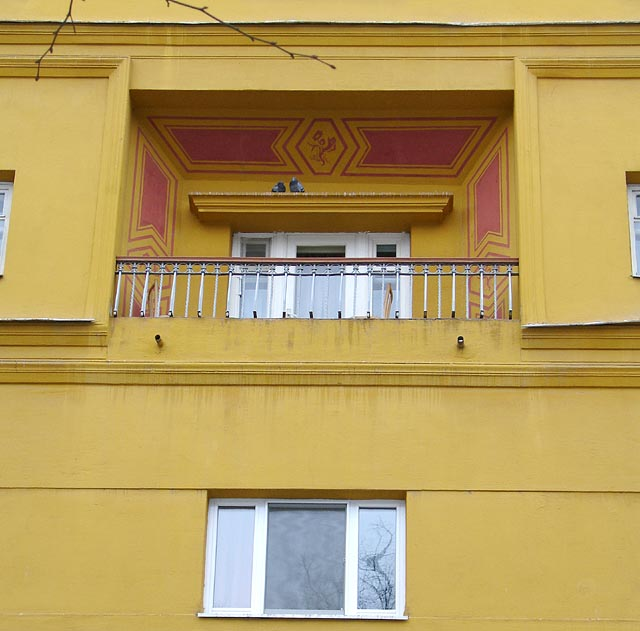
الجص الرطب فوق الحجر، حي النخبة المبكر، أحواض البطريرك، تعديل للآرت ديكو من قبل فلاديمير فلاديميروف

فيما يتعلق بطرق البناء، فإن معظم الهياكل الإنشائية تحت جدران الجص الرطب هي عبارة عن حجارة بسيطة من القرميد. يوجد بعض الاستثناءات مثل منازل حي أندري بورفوس ذات الكتل الخرسانية متوسطة الحجم (مثل مبنى الدانتيل، 1939- 1941) والمباني الكبيرة مثل الأخوات السبع التي كان لابد من استخدام الخرسانية فيها. تُحتم المباني الحجرية النوافذ الضيقة، مما يترك مساحة واسعة من الجدران لاستخدامها في الديكور. بدأ استخدام التشطيبات المقاومة للحريق من الطين النضيج خلال أوائل خمسينيات القرن العشرين، ولكنها نادرًا ما استُخدمت خارج موسكو. استخدمت الأسقف بشكل عام الجملون الخشبي التقليدي الذي كُسي بالصفائح المعدنية.
تحسنت تقنيات البناء في عام 1948، على الأقل في موسكو، مع توفر العمليات الأسرع والأرخص ثمنًا. أصبحت المنازل أكثر أمانًا مع الحد من الأسقف والجدران الخشبية. كانت للمباني المعيارية بين عامي 1948 و1955 نفس نوعية الإسكان التي تتميز بها الكلاسيكية الستالينية وتُصنف على هذا النحو من قبل وكلاء العقارات، ولكنها تُستبعد من نطاق العمارة الستالينية، وتنتمي من الناحية الإيديولوجية للسكن الجماعي، الذي هو عبارة عن مرحلة وسيطة قبل المباني المعيارية في عهد نيكيتا خروتشوف المعروفة باسم خروششوفكا.

### النطاق

قناة موسكو

لا تعني العمارة الستالينية بالضرورة كل ما بني خلال عصر ستالين. اعتمدت هذه العمارة على العمالة المكثفة واستهلكت الكثير من الوقت، ولم يكن بوسعها أن تتناسب مع احتياجات السكن الجماعي. وهكذا، أنهى عدم الكفاءة إلى حد كبير العمارة الستالينية وأسفر عن أساليب البناء الجماعي الذي بدأ بينما كان ستالين ما يزال على قيد الحياة.
على الرغم من رفض ستالين للعمارة البنائية، إلا أن الانتهاء من المباني البنائية استمر خلال ثلاثينيات القرن العشرين. تأثر البناء الصناعي الذي أقره آلبرت كاهن والذي تابعه لاحقًا فيكتور فيسينين، بالأفكار الحداثية ولم يكن على نفس القدر من الأهمية بالنسبة لمخططات ستالين الحضرية، لذلك فإن أغلب المباني الصناعية (باستثناء المشاريع العملاقة مثل قناة موسكو) لم تكن جزءًا من الفئة الستالينية. لم تخضع حتى المرحلة الأولى من مترو موسكو التي اكتملت عام 1935، للتدقيق من قبل ستالين، وبالتالي فقد شملت على تأثير بنائي.
وهكذا، يقتصر نطاق العمارة الستالينية بشكل عام على المباني العامة والحضرية ذات الجودة الجيدة والوسطية، باستثناء السكن الجماعي ومشاريع البنية التحتية المختارة مثل قناة موسكو وقناة فولغا دون والمراحل الأخيرة من مترو موسكو.

## خلفية (1900- 1931)

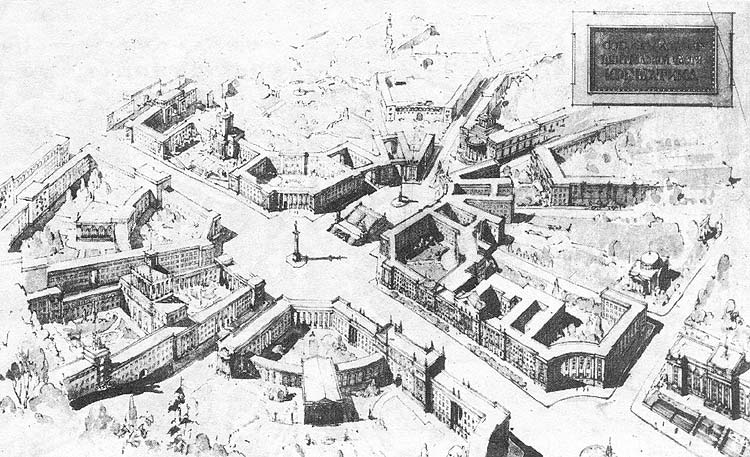
أحد المخططات المعمارية الستالينية التي رُفضت في مسابقة لتخطيط كييف، أوكرانيا آوخر الأربعينات.

قُسم المشهد المعماري الروسي قبل عام 1917 بين الروسكي الحديث (تفسير محلي للفن الجديد، أقوى في موسكو) وإحياء الكلاسيكية الجديدة (أقوى في سانت بطرسبرغ). أنتجت المدرسة الكلاسيكية معماريين مهمين مثل أليكسي شوشيف وإيفان زولتوفسكي وإيفان فومين وفلاديمير شوكو وألكسندر تمانيان، وبحلول وقت الثورة عام 1917، أصبح هؤلاء المعماريون محترفين مع شركاتهم ومدارسهم وأتباعهم، ليصبحوا في نهاية المطاف رواد العمارة الستالينية الذين أنتجوا أفضل الأمثلة عن هذه الفترة.
هناك مدرسة أخرى بدأت بعد الثورة تُعرف باسم البنائية. كان عدد من أتباع البنائية (مثل الإخوة فيسنين) من المهنيين الشباب الذين أسسوا أنفسهم قبل عام 1917، في حين أن آخرين كانوا قد أكملوا تعليمهم المهني توًا (مثل قسطنطين ميلنكوف) أو لم يحظوا بأي تعليم. أسسوا مجموعات من الفنانين الحديثين، للتعويض عن نقص الخبرة من خلال التعرض العام. أدى الإعلان عن السياسة الاقتصادية الجديدة بعد بدئها إلى تشكل لجان معمارية. لم تُكتسب الخبرة بسرعة وجرى انتقاد العديد من المباني الإنشائية عن حق بسبب مخططات الطوابق غير المنطقية وتكاليفها العالية وجودتها المنخفضة.
عملت مهنة العمارة لفترة وجيزة في منتصف عشرينيات القرن العشرين، بالطريقة القديمة مع الشركات الخاصة والمسابقات الدولية والمناقصات والمسابقات في المجلات المهنية. كان المعماريون الأجانب موضع ترحيب وخصوصًا في نهاية هذه الفترة عندما أدى الكساد الكبير إلى تقليص وظائفهم، ومن بينهم إرنست ماي وألبرت كاهن ولو كوربوزييه وبرونو تاوت ومارت ستام. لم يُحدد الفرق بين البنائين والتقليديين بشكل جيد. وظف زولتوفسكي وشوشيف الحداثيين كشركاء صغار في مشاريعهم، ودمجوا في الوقت نفسه الابتكارات البنائية في تصاميمهم الخاصة. تأسس غوسبرويكستروي في عام 1930، كجزء من لجنة البناء في فيسينخا بمساعدة شركة ألبرت كاهن. وظفت هذه اللجنة 3000 مصمم بميزانية بلغت 417 مليون روبل.[بحاجة لمصدر]
طُور التخطيط الحضري بشكل مستقل، إذ تتطلب أزمات الإسكان في المدن الكبرى والتحول الصناعي للمناطق النائية، بناء مساكن جماعية وتنمية أراضي جديدة وإعادة بناء المدن القديمة. ابتكر المنظرون مجموعة متنوعة من الاستراتيجيات التي أدت إلى مناقشات سياسية دون أن تسفر عن نتائج كبيرة على المستوى العملين والتي كان إثرها تدخل الدولة وشيكًا.

## أمثلة عالمية

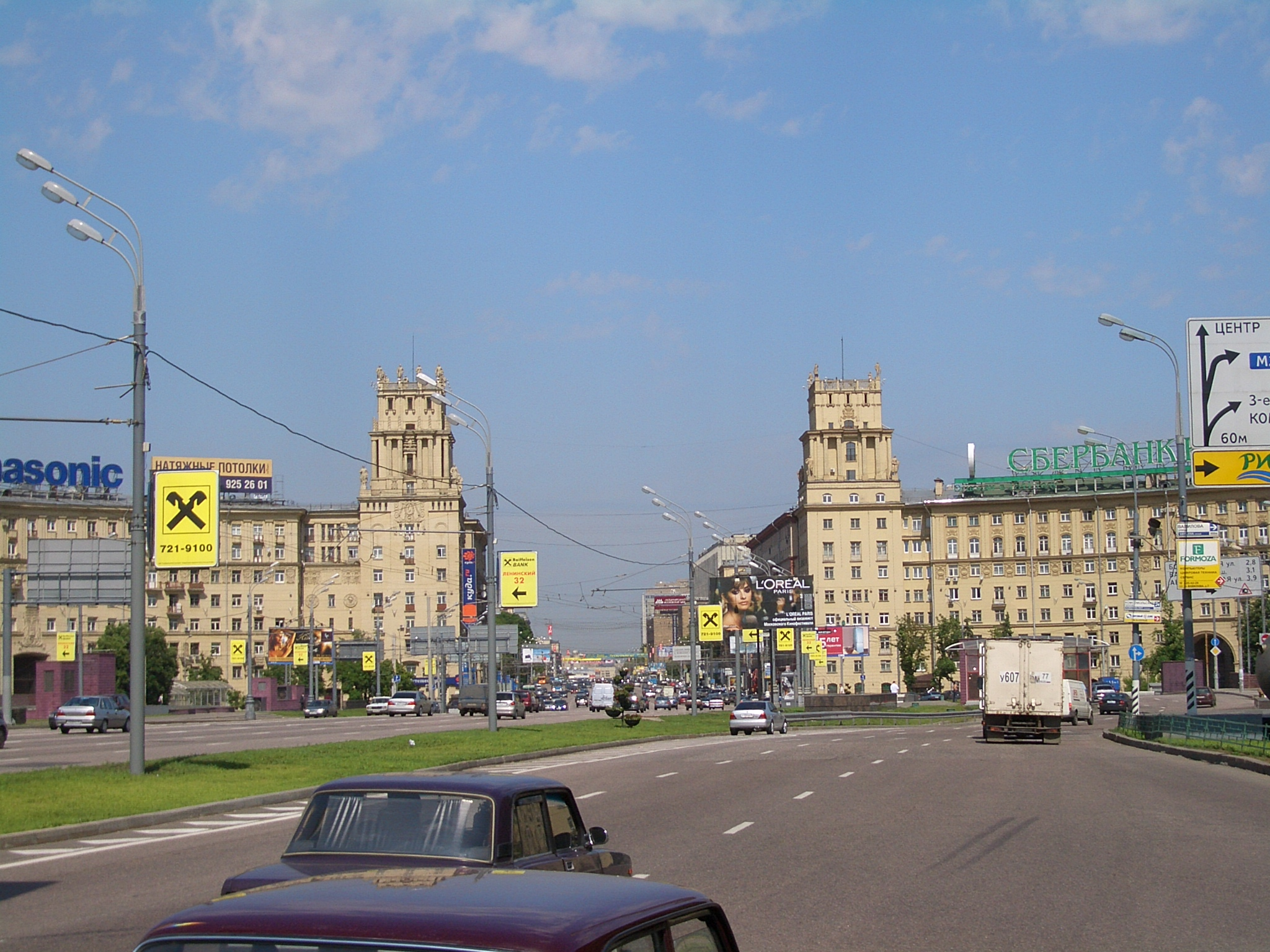
ساحة يوري غاغارين، موسكو
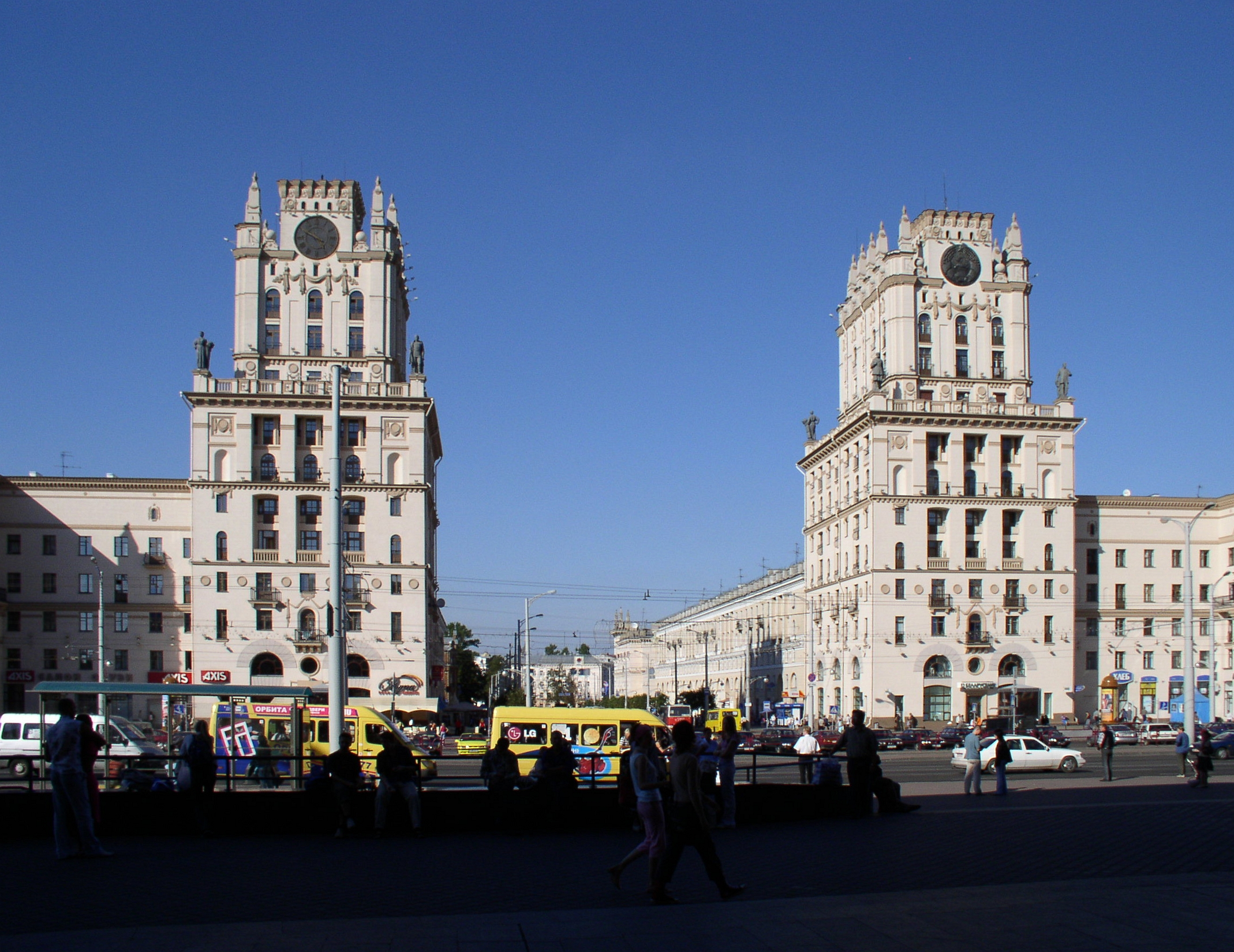
ساحة محطة القطار، مينسك
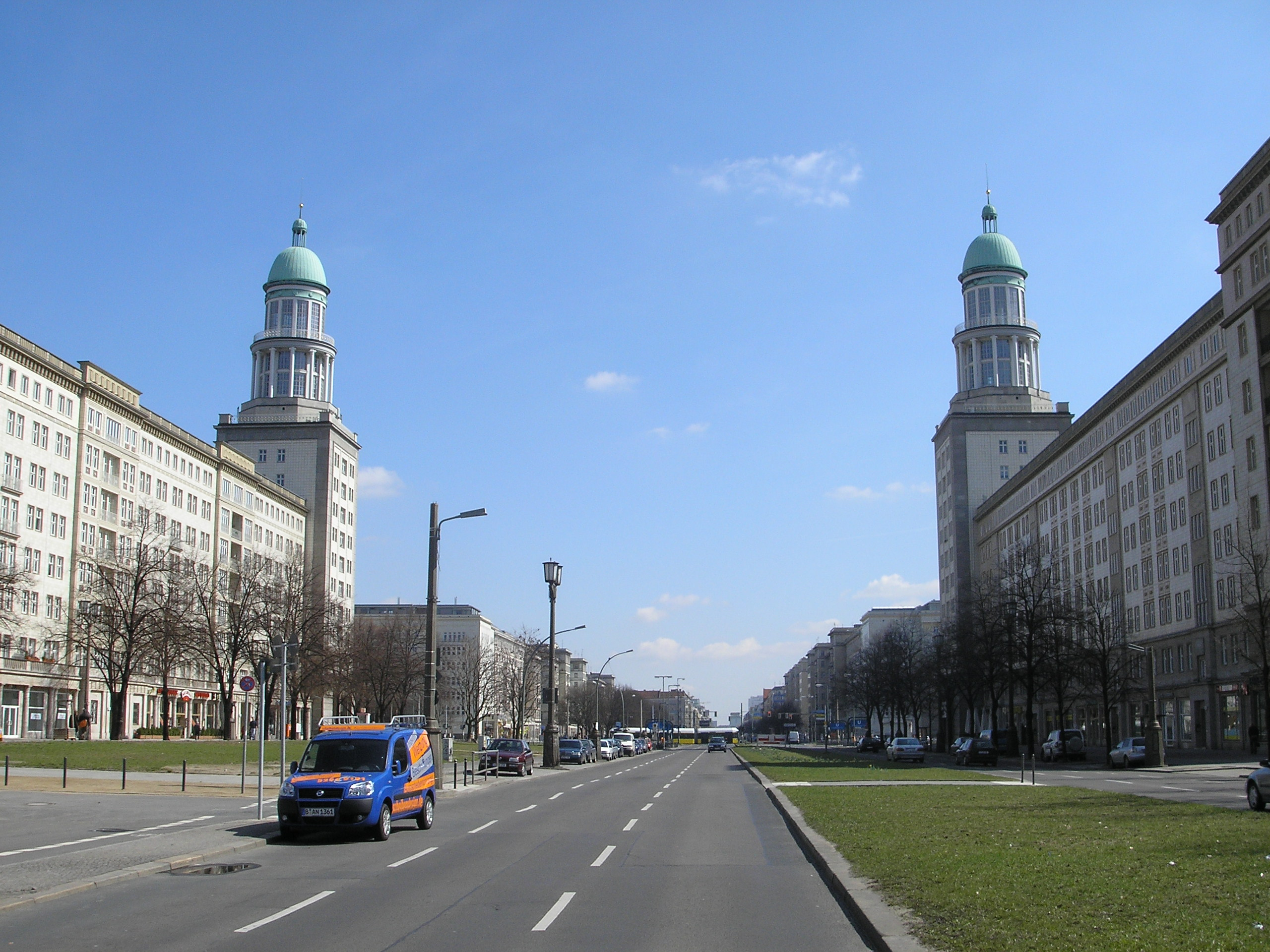
مبنى في برلين
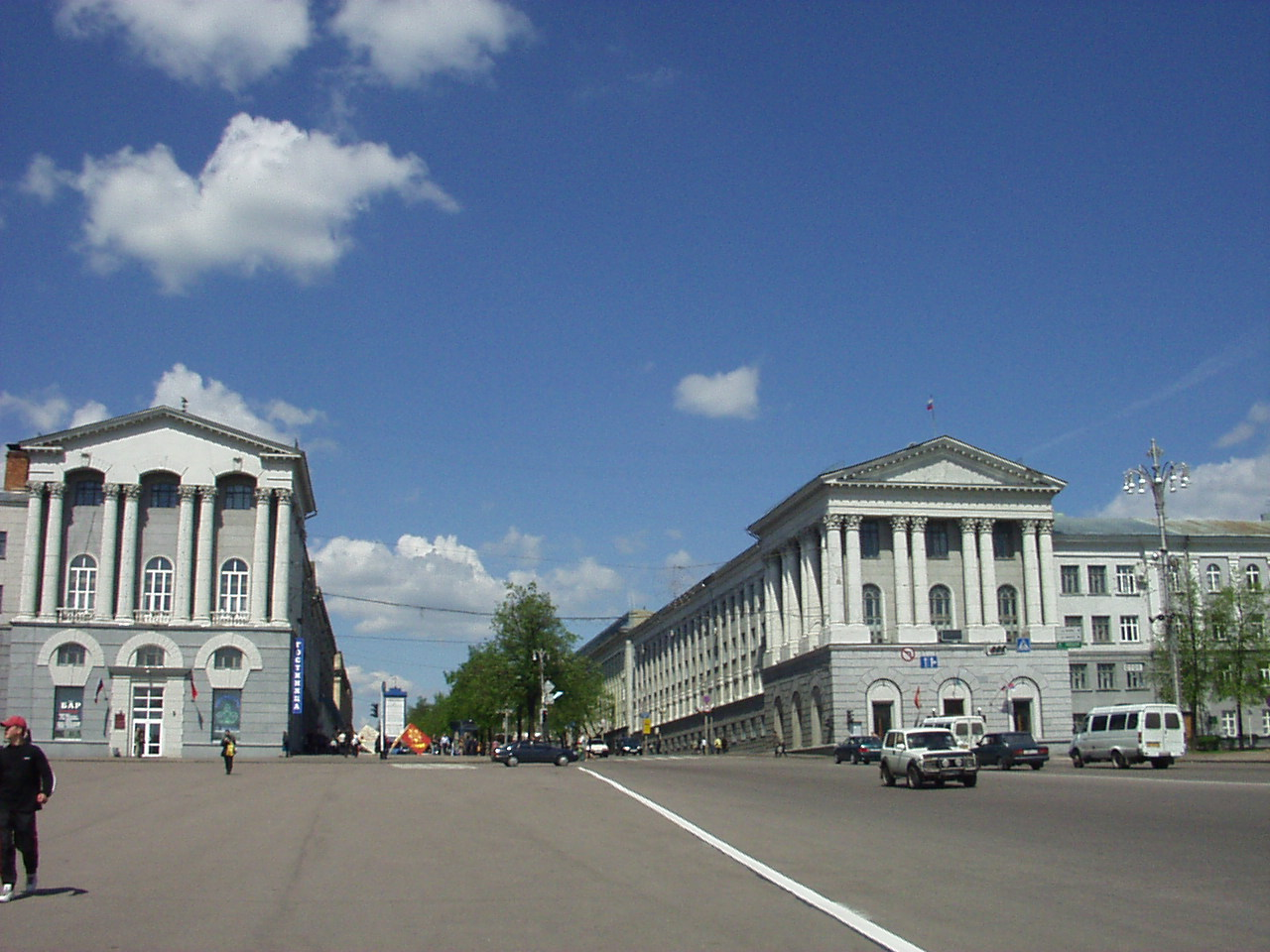
الساحة الحمراء في كورسك
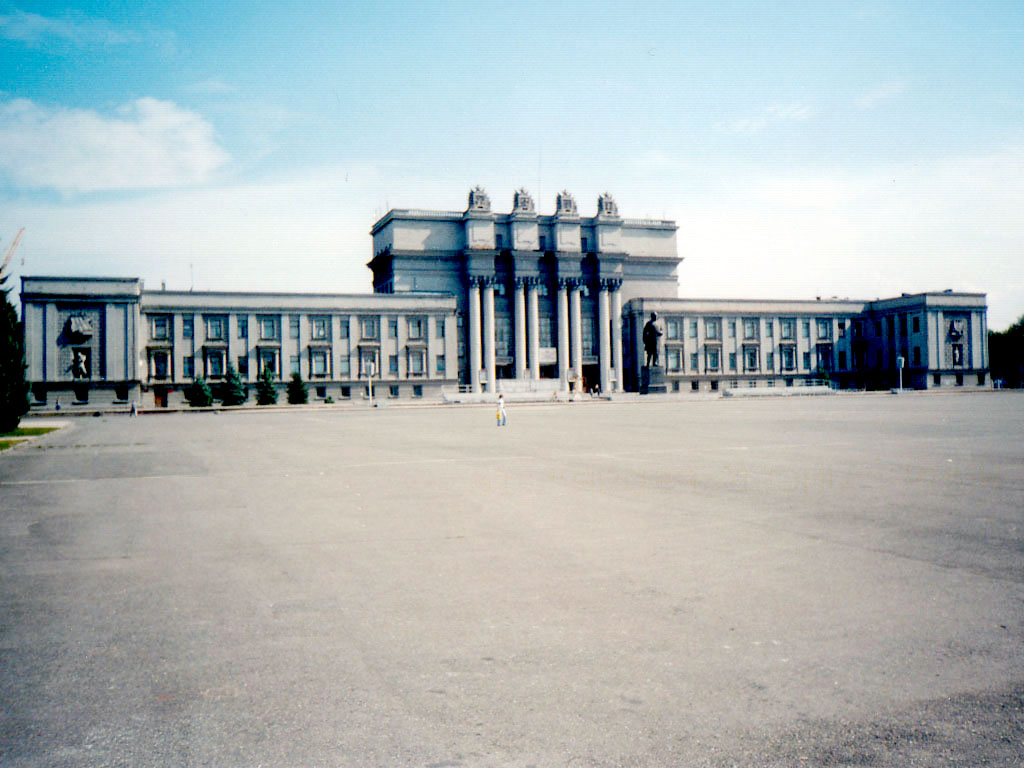
دار أوبرا سمارا